# Theóktisto (Arcadie)
Theóktisto (grec moderne : Θεόκτιστο) est une localité située dans le dème de Gortynie, dans le district régional d'Arcadie, dans la périphérie du Péloponnèse, en Grèce.
Selon le recensement de 2021, elle compte 92 habitants.